# Auster Tugmaster
El Auster 6A Tugmaster fue un remolcador de planeadores monoplano de ala alta británico convertido a partir de antiguos Auster AOP.6 militares excedentes.

## Desarrollo
El Auster Tugmaster era un monoplano de ala alta arriostrada con un tren de aterrizaje fijo de rueda de cola y estaba propulsado por un motor De Havilland Gipsy Major. A los Tugmaster se les modificaron sus motores según los estándares civiles como Gipsy Major 10 y también se les equipó con superficies de cola más grandes. Debido a que se había eliminado la instalación de radio original, el segundo pasajero se sentaba en un asiento orientado hacia el lado detrás del piloto, y no en uno al lado del otro, aunque tres aviones fueron equipados con controles duales y asientos lado a lado.
Cuando el Auster AOP.9 fue introducido al servicio del Ejército británico a partir de 1959, Auster Aircraft compró 104 Auster AOP.6 y T.7 supervivientes y en ese momento excedentes. Inicialmente se modificaron 29 fuselajes para el remolcado de planeadores como Auster 6A Tugmaster. Cada avión individual fue desmantelado lo necesario y reconstruido, con un coste mínimo, en un máximo de 400 horas hombre, con un precio de venta de 995 libras esterlinas. Posteriormente, alrededor de 50 ejemplares se convirtieron a aviones de turismo de tres plazas para uso civil como Auster 6B, más tarde designado como Beagle A.61 Terrier.
La primera conversión, matrícula de pruebas G-25-9, voló el 5 de julio de 1960 y fue producida por Air Tows Ltd en Lasham, estando equipada con un cabrestante accionado eléctricamente; cinco ejemplares más fueron modificados por Air Tows. Auster convirtió veintiún aparatos en Rearsby con un gancho de remolque convencional diseñado por Auster. Otras conversiones fueron llevadas a cabo por varias organizaciones, incluida una realizada por empleados de British European Airways en el Aeropuerto de Heathrow en Londres para su propio club de vuelo sin motor en Booker. Algunos aviones Auster AOP.6 excedentes de la Real Fuerza Aérea Canadiense también se convirtieron en Canadá para remolcar planeadores.
Se exportaron ejemplares del Tugmaster a Finlandia, Noruega y Suecia. Varios Tugmaster permanecían en servicio en clubes de vuelo sin motor del Reino Unido en 2014.

## Especificaciones (Tugmaster)
Referencia datos: Orbis

### Características generales
- Tripulación: Dos
- Longitud: 7,2 m (23,8 ft)
- Envergadura: 11 m (36 ft)
- Altura: 2,6 m (8,4 ft)
- Superficie alar: 17,1 m² (184 ft²)
- Peso vacío: 671 kg (1478,9 lb)
- Peso máximo al despegue: 998 kg (2199,6 lb)
- Planta motriz: 1× motor lineal invertido de 4 cilindros refrigerado por aire De Havilland Gipsy Major 10.
  - Potencia: 108 kW (149 HP; 147 CV)
- Hélices: Fairey Reed A66696x3 bipala

### Rendimiento
- Velocidad máxima operativa (Vno): 195 km/h (121 MPH; 105 kt)
- Velocidad crucero (Vc): 169 km/h (105 MPH; 91 kt)
- Techo de vuelo: 4300 m (14 108 ft)
- Régimen de ascenso: 4,1 m/s (807 ft/min)

## Aeronaves relacionadas

### Desarrollos relacionados
- Auster AOP.6
- Beagle Terrier

### Secuencias de designación
- Secuencia Alfanumérica (interna de Auster): ← J/5 Aiglet Trainer - J/5 Alpine - AOP6 - 6A Tugmaster - 6B Terrier - Avis - T7 →